# Kleindehsa
Kleindehsa (obersorbisch Dažink) ist ein Ortsteil der sächsischen Gemeinde Lawalde im Landkreis Görlitz (Oberlausitz). Er liegt im Tal der Litte zwischen dem Hochstein (542 m) und dem Kötzschauer Berg (466 m). Östlich liegt an der S115 der Ort Großdehsa. Die Siedlung ist in Form eines Waldhufendorfes angelegt.

## Geschichte
| Jahr | Einwohner                                          |
| ---- | -------------------------------------------------- |
| 1777 | 2 besessene Mann, 18 Gärtner, 8 Häusler, 1 Wüstung |
| 1834 | 241                                                |
| 1871 | 333                                                |
| 1890 | 324                                                |
| 1910 | 484                                                |
| 1925 | 478                                                |
| 1939 | 476                                                |
| 1946 | 558                                                |
| 1950 | 593                                                |
| 1964 | 565                                                |
| 1990 | 444                                                |
| 1993 | 439                                                |

Kleindehsa wurde im 13. Jahrhundert urkundlich unter der Namensform Dycin (Juni 1242) erwähnt, weitere Formen waren Theesyn (1306) beziehungsweise Thesin (1348). In der Folgezeit unterlag der Ortsname einem Wandel, der sich 1491 in kleine Desen und 1657 in Klein Deßa äußerte.

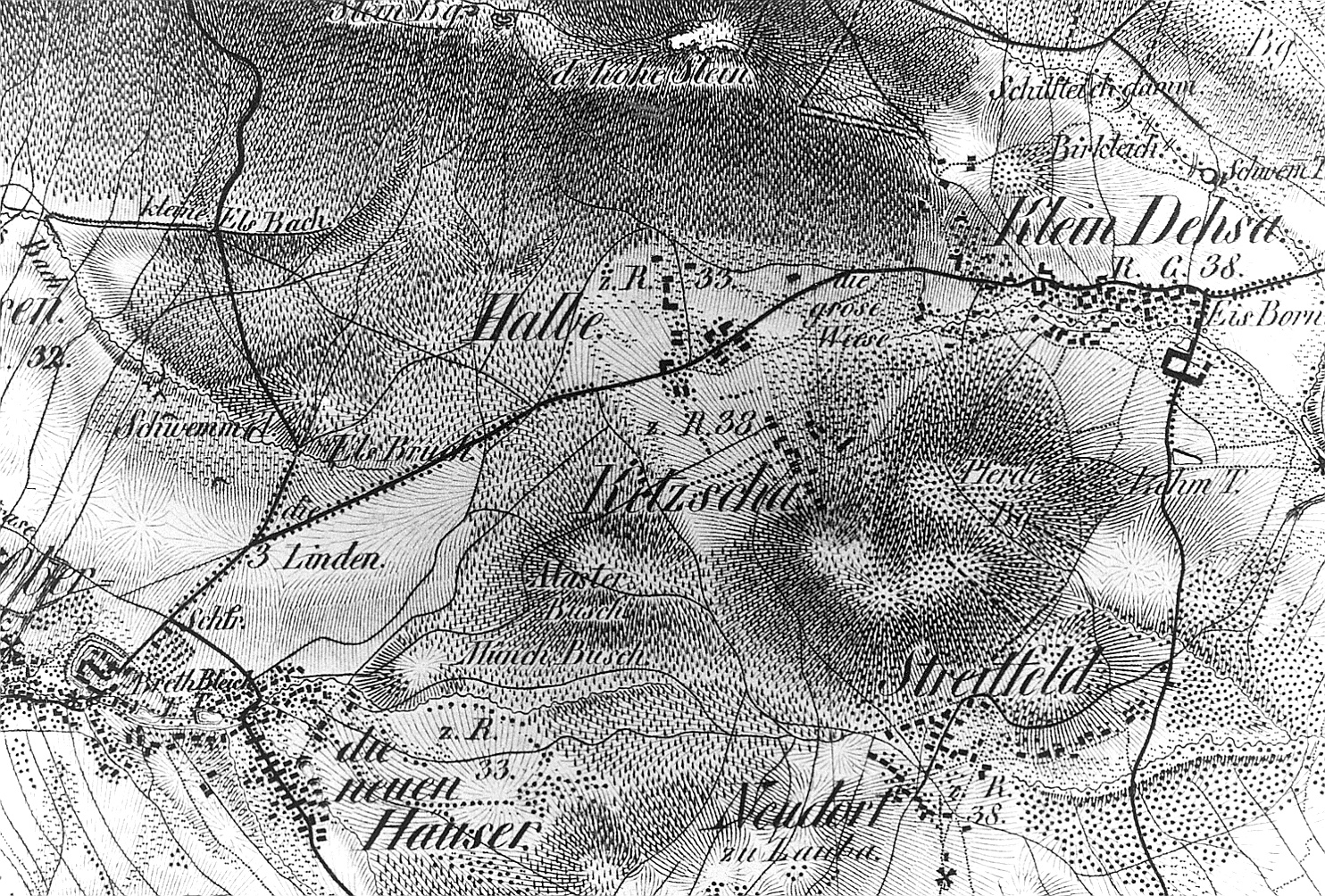
Karte von Oberreit mit Kleindehsa um 1821/22

Im Kreis Löbau bildeten die Orte Kleindehsa, Kötzschau und Streitfeld die Gemeinde Kleindehsa mit etwa 450 Einwohnern (1990). Zum 1. März 1994 wurden die Gemeinden Kleindehsa und Lauba nach Lawalde eingegliedert.

## Schloss
Unter dem Kleindehsaer Schloss sind Reste einer Wasserburg noch deutlich zu erkennen. Das Gebäude in seiner heutigen Form wurde 1747 errichtet und seither durch verschiedenste Umbauten verändert. Nach dem Ersten Weltkrieg war der spätere NS-Sportfunktionär Hans von Tschammer und Osten durch Heirat Besitzer des Ritterguts. Nachdem das Schloss nach 1945 als Bezirksschulungsstätte der SED genutzt wurde, beherbergte es seit 1953 eine Grundschule – Zentralschule für die Orte Kleindehsa, Großdehsa, Eiserode, Nechen und Halbau, die 1963 zu einer polytechnischen Oberschule wurde und heute eine Grundschule mit Schulhort ist.

## Sehenswürdigkeiten
- Wasserschloss im Park Kleindehsa
- Hochstein mit Gipfelbuch
- Kötschauer Berg

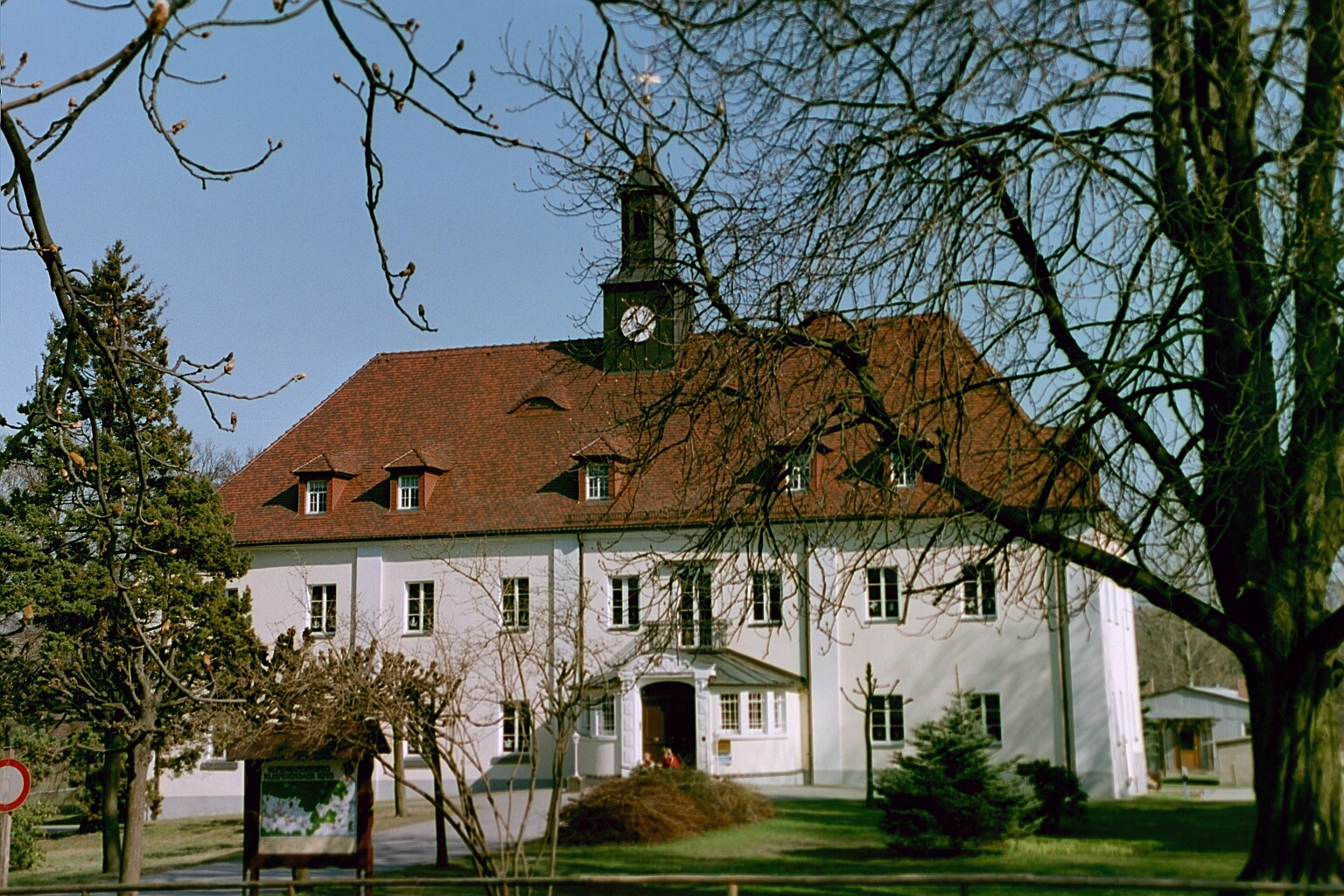
Wasserschloss Kleindehsa
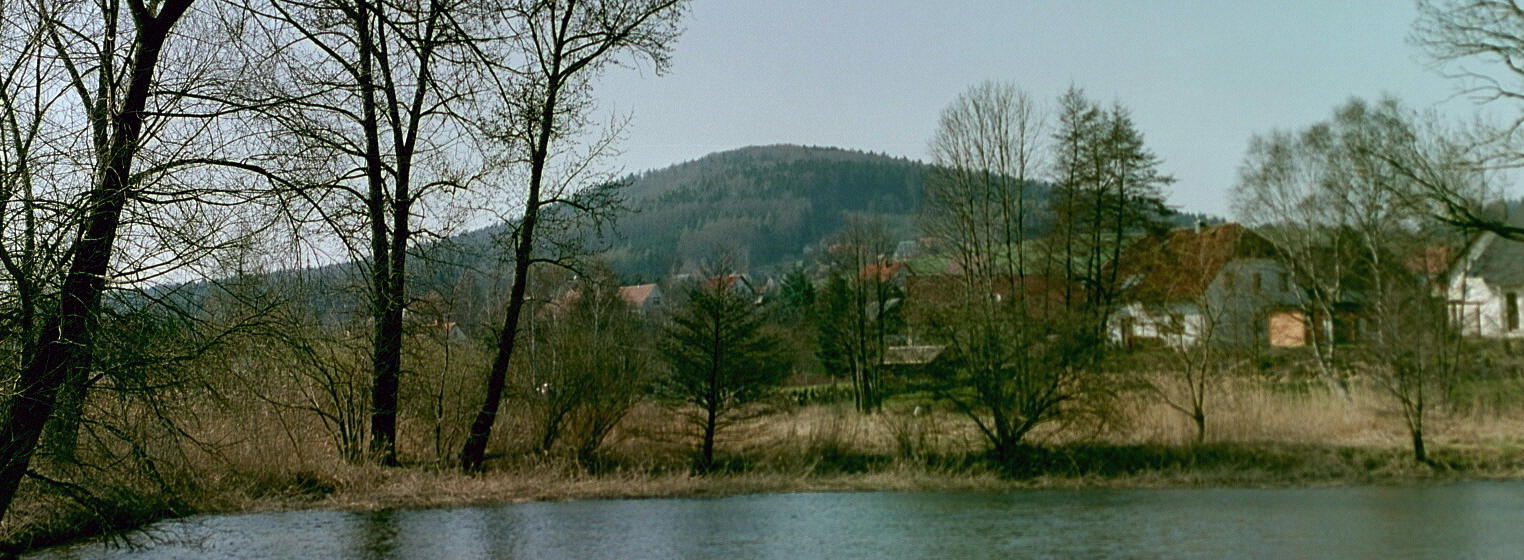
Hochstein (542 m)

## Verkehr
Der Haltepunkt Kleindehsa lag an der Bahnstrecke Großpostwitz–Löbau, die inzwischen stillgelegt ist. Auf der Trasse befindet sich heute ein Radweg.